# Futbol als Jocs Olímpics d'estiu de 1956
Als Jocs Olímpics d'Estiu de 1956 celebrats a la ciutat de Melbourne (Austràlia) es disputà una competició de futbol en categoria masculina. La competició tingué lloc entre els dies 23 de novembre i el 8 de desembre de 1956 a l'Estadi Olímpic de Melbourne.

## Resum de medalles
| Prova          | Or | Argent | Bronze |
| Futbol masculí | Unió Soviètica Lev Yashin · Nikolai Tishchenko · Mikhail Ogonkov · Aleksei Paramonov · Anatoli Bashashkin · Ígor Neto · Boris Tatushin · Anatoli Isayev · Eduard Streltsov · Valentin Ivanov · Vladimir Ryzhkin · Boris Kuznetsov · Iosif Betsa · Sergei Salnikov · Boris Razinsky · Anatoli Maslenkin · Anatoli Ilyin · Nikita Simonian | Iugoslàvia Sava Antić · Ibrahim Biogradlić · Mladen Koščak · Dobroslav Krstić · Luka Liposinović · Muhamed Mujić · Zlatko Papec · Petar Radenković · Nikola Radović · Ivan Santek · Dragoslav Šekularac · Ljubiša Spajić · Todor Veselinović · Blagoja Vidinić | Bulgària Stefan Bozhkov · Todor Diev · Gueorgui Dimitrov · Milcho Goranov · Ivan Petkov Kolev · Nikola Kovachev · Manol Manolov · Dimitar Milanov · Gueorgui Naydenov · Panayot Panayotov · Kiril Rakarov · Gavril Stoyanov · Krum Yanev · Yosif Yosifov · Iliya Kirchev |

## Medaller
| Posició | País           | Or | Argent | Bronze | Total |
| 1       | Unió Soviètica | 1  | 0      | 0      | 1     |
| 2       | Iugoslàvia     | 0  | 1      | 0      | 1     |
| 3       | Bulgària       | 0  | 0      | 1      | 1     |

## Resultats

### Primera ronda
| Unió Soviètica            | 2–1   | Alemanya  |
| ------------------------- | ----- | --------- |
| Isayev 23' · Steltsov 86' | Resum | Habig 89' |

 Melbourne Cricket Ground, Melbourne

Àrbitre: R.H. Mann (RU)

Assistència: 20.000        
| Regne Unit                                                                         | 9–0   | Tailàndia |
| ---------------------------------------------------------------------------------- | ----- | --------- |
| Twissell 12' 20' · Lewis 21' · Laybourne 30' 82' 85' · Bromilow 75' 78' · Topp 90' | Resum |           |

 Melbourne Cricket Ground, Melbourne

Àrbitre: Nikolai Latichev (URSS)

Assistència:        
| Austràlia                   | 2–0   | Japó |
| --------------------------- | ----- | ---- |
| McMillan 26' · Loughran 61' | Resum |      |

 Melbourne Cricket Ground, Melbourne

Àrbitre: R.Lund (NZL)

Assistència:        

### Quarts de final
| Iugoslàvia                                                              | 9–1   | Estats Units |
| ----------------------------------------------------------------------- | ----- | ------------ |
| Veselinović 10' 84' 90' · Antić 12' 73' · Mujić 16' 35' 56' · Papec 20' | Resum | Zerhusen 42' |

 Melbourne Cricket Ground, Melbourne

Àrbitre: Maurice Swain (NZL)

Assistència: 20.000        
| Unió Soviètica | 0–0   | Indonèsia |
| -------------- | ----- | --------- |
|                | Resum |           |

 Melbourne Cricket Ground, Melbourne

Àrbitre: R. Lund (NZL)

Assistència: 10.000        
| Unió Soviètica                           | 4–0   | Indonèsia |
| ---------------------------------------- | ----- | --------- |
| Salnikov 17' 59' · Ivanov 19' · Neto 43' | Resum |           |

 Melbourne Cricket Ground, Melbourne

Àrbitre: R.Lund (NZL)

Assistència: 10.000        
| Bulgària                                          | 6–1   | Regne Unit |
| ------------------------------------------------- | ----- | ---------- |
| Dimitrov 6' · Kolev 40' 85' · Milanov 45' 75' 80' | Resum | Lewis 30'  |

 Melbourne Cricket Ground, Melbourne

Àrbitre: R. Writht (AUS)

Assistència:        
| Austràlia      | 2–4   | Indonèsia                      |
| -------------- | ----- | ------------------------------ |
| Morrow 17' 41' | Resum | D'Souza 9' 33' 50' · Kittu 80' |

 Melbourne Cricket Ground, Melbourne

Àrbitre: C.H. Wensveen (IND)

Assistència:        

### Semifinals
| Iugoslàvia                                  | 4–1   | Indonèsia   |
| ------------------------------------------- | ----- | ----------- |
| Papec 54' 65' · Veselinović 57' · Salam 78' | Resum | D'Souza 52' |

 Melbourne Cricket Ground, Melbourne

Àrbitre: Nikolai Latichev (URSS)

Assistència: 25.269        
| Unió Soviètica                 | 2–1   | Bulgària  |
| ------------------------------ | ----- | --------- |
| Streltsov 112' · Tatushin 116' | Resum | Kolev 95' |

 Melbourne Cricket Ground, Melbourne

Àrbitre: R.H. Mann (RU)

Assistència: 42.000        

#### Tercer lloc
| Bulgària                   | 3–0   | Indonèsia |
| -------------------------- | ----- | --------- |
| Diev 37' 60' · Milanov 42' | Resum |           |

 Melbourne Cricket Ground, Melbourne

Àrbitre: Nikolai Latychev (URSS)

Assistència: 25.000        

#### Primer lloc
| Unió Soviètica | 1–0   | Iugoslàvia |
| -------------- | ----- | ---------- |
| Ilyin 48'      | Resum |            |

 Melbourne Cricket Ground, Melbourne

Àrbitre: R. Wright (AUS)

Assistència: 102.000        